# 老人と子供のポルカ
「老人と子供のポルカ」（ろうじんとこどものポルカ、英語: POLKA FOR GRANDPA & HIS CHILDREN）は、左卜全とひまわりキティーズの歌唱による日本の楽曲である。

## 概要
1970年2月10日に日本グラモフォン（現・ユニバーサル ミュージック合同会社）からリリースされた。リリース当時は、日本の高度経済成長の集大成とも言うべき日本万国博覧会の開催が迫っていた時期であったが、その反動として数々の社会問題が重くのしかかった時代でもあった。本楽曲はリズムこそ軽快かつコミカルであるものの、中身は「『ゲバ（学生運動）』『ジコ（交通事故）』『スト（ストライキ）』の被害者は老人と子供である」という痛切な叫びが込められたメッセージソングである。同年公開された映画『ハレンチ学園』の主題歌である。
企画は塚田茂を歌手デビューさせるなど異色の起用で実績のあったディレクターの松村憲男による。松村は当時6歳の皆川おさむが唄った『黒ネコのタンゴ』のヒットに着目し、『子供が受けるならその逆を』として、老人に唄わせる曲を企画した。当初TBSの『時事放談』で人気を得ていたエコノミストの小汀利得に話を持ちかけたが拒否され、左が唄うことになった。左は当時76歳であったが、これは当時としての日本音楽史上最高齢の歌手デビューとして話題となった。また、バックコーラスを受け持ったひまわりキティーズは、劇団ひまわりの子役である女子小学生5人で構成されたグループで、そのうちの一人が、後に夫と“Le Couple”を組む藤田恵美である。ギターは成毛滋が弾いている。
左は、1914年（大正3年）から1915年（大正4年）にかけて帝国劇場に属してオペラを学んだ実績もあり、歌の素養がないわけではなかったが、表面上は「事務所が勝手に話をまとめてきたのでやむなく唄う」という姿勢を崩さなかった。収録でも「自分は機械人間ではないので、言われた通りに歌うことはできない」と我流を通し「こんな曲が売れるわけがない」と主張していた。
しかし、いざ曲が発売されると、老人と子供の意外な組み合わせと左の唄声の絶妙なリズムのずれで注目を集めた。レコードも小学校低学年や、その親世代の主婦を主要購買層として好調な売れ行きを示し、5月には『コンフィデンス』誌のシングルチャート（オリコンチャートの前身）で10位に入った。最終的にはレコード売上は約24万枚、1970年度オリコン年間第45位を記録した。大ヒットしたにもかかわらず、買い取り契約であったため、左には20万円しか支払われなかった。
左は本作発表の翌年（1971年）に死去。葬儀の際にはひまわりキティーズのメンバーも駆けつけ、この曲の大合唱で葬送した。
この曲の影響は左の没後も残り、曲中の「ズビズバ」は、後に清水アキラなど、数多い物まね芸人のネタになったほか、2003年には旭化成ライフ&リビングの浴室用スポンジの名称にも用いられた。このほか、2000年に放送された『ホンダ・キャパ』(後期型)のCM、2001年に放送された江崎グリコ『カルポ』のCMの中でこの曲の替え歌が使用されていた。さまざまな歌手がカバーを発表、2009年11月には、サントリーフーズ「ビタミンウォーター」のCMで『銀河鉄道999』の鉄郎とメーテルがアカペラで歌唱した。また、テレビ東京系で2017年から放送開始した『出川哲朗の充電させてもらえませんか?』でも、充電がなくなったときに流れる。
なお、この曲で左が打ち立てた最高齢歌手デビュー記録については、1984年に浦辺粂子（当時80歳）が、さらに1992年にきんさんぎんさん（当時99歳）が更新している。しかし、オリコン10位以内の獲得は2019年現在でも最年長記録である。

## 収録曲
- 全編曲：早川博二

1. 老人と子供のポルカ / 唄：左卜全とひまわりキティーズ
作詞・作曲：早川博二
2. おじいちゃん好き / 唄：ひまわりキティーズ
作詞・作曲：信楽潤

## カバーした歌手
- 平野雅昭（1977年） - 『おかしなおかしな演歌』（『演歌チャンチャカチャン』のB面）の一節。
- 16TONS（1991年） - アルバム『16TONS』にて。
- 豊田眞唯、笑福亭松之助（1999年） - 『老人と子供のポルカ～学校の怪談バージョン』としてカバー。映画『学校の怪談4』主題歌[19]
- ザ・フォーク・クルセダーズ（2002年） - アルバム『戦争と平和』にて。「自切俳人&カメレオンズ・スリー」名義。4番を追加。
- 梅津栄とプレイハウス（2004年）[20]
- いっこく堂（2005年）
- ドント・ウォーリー・ベイビーズ（2006年）
- 高田純次（2007年） - 替え歌『適当男のポルカ』としてカバー[21]。
- グレート小鹿・春日萌花（2008年）[22]
- 雪子姫&ハルミ（能登麻美子&川澄綾子）（2011年） - テレビアニメ『Dororonえん魔くん メ〜ラめら』挿入歌。
- 大宮アイドール（2015年） - マキシシングル『流星Destiny』に収録。
- ラサール石井（2020年） - 『老人と子供のポルカ2020』としてカバー。ラサールと、放送作家の木崎徹（苦楽健人名義）が現代世相に合わせた歌詞に変更し、子どものコーラスは劇団スーパー・エキセントリック・シアターの小中学生部門「劇団こどもSET」が担当する[23]。